# 別所中里台
別所中里台（べっしょなかざとだい）は、神奈川県横浜市南区の地名。「丁目」の設定のない単独町名である。住居表示実施済み区域。

## 地理
南区の南西部に位置し、北に六ツ川、東に中里、南と西に別所と接している。

## 歴史

### 沿革
- 1975年（昭和50年）7月28日 - 住居表示（中区中里・別所地区）の実施に伴い、中里町、別所町の各一部を分離し、別所中里台を新設[6]。

## 世帯数と人口
2025年（令和7年）6月30日現在（横浜市発表）の世帯数と人口は以下の通りである。
| 町丁       | 世帯数  | 人口    |
| ---------- | ------- | ------- |
| 別所中里台 | 923世帯 | 2,071人 |

### 人口の変遷
国勢調査による人口の推移。
| 年                 | 人口  |
| ------------------ | ----- |
| 1995年（平成7年）  | 2,172 |
| 2000年（平成12年） | 2,072 |
| 2005年（平成17年） | 2,120 |
| 2010年（平成22年） | 2,104 |
| 2015年（平成27年） | 2,059 |
| 2020年（令和2年）  | 2,103 |

### 世帯数の変遷
国勢調査による世帯数の推移。
| 年                 | 世帯数 |
| ------------------ | ------ |
| 1995年（平成7年）  | 723    |
| 2000年（平成12年） | 735    |
| 2005年（平成17年） | 774    |
| 2010年（平成22年） | 786    |
| 2015年（平成27年） | 810    |
| 2020年（令和2年）  | 842    |

## 学区
市立小・中学校に通う場合、学区は以下の通りとなる（2024年11月時点）。
| 番・番地等 | 小学校             | 中学校               |
| ---------- | ------------------ | -------------------- |
| 全域       | 横浜市立別所小学校 | 横浜市立南が丘中学校 |

## 事業所
2021年（令和3年）現在の経済センサス調査による事業所数と従業員数は以下の通りである。
| 町丁       | 事業所数 | 従業員数 |
| ---------- | -------- | -------- |
| 別所中里台 | 28事業所 | 138人    |

### 事業者数の変遷
経済センサスによる事業所数の推移。
| 年                 | 事業者数 |
| ------------------ | -------- |
| 2016年（平成28年） | 29       |
| 2021年（令和3年）  | 28       |

### 従業員数の変遷
経済センサスによる従業員数の推移。
| 年                 | 従業員数 |
| ------------------ | -------- |
| 2016年（平成28年） | 126      |
| 2021年（令和3年）  | 138      |

## その他

### 日本郵便
- 郵便番号 : 232-0065[3]（集配局：横浜南郵便局[16]）

### 警察
町内の警察の管轄区域は以下の通りである。
| 番・番地等 | 警察署   | 交番・駐在所 |
| ---------- | -------- | ------------ |
| 全域       | 南警察署 | 別所町交番   |